# Martin-Busch-Hütte

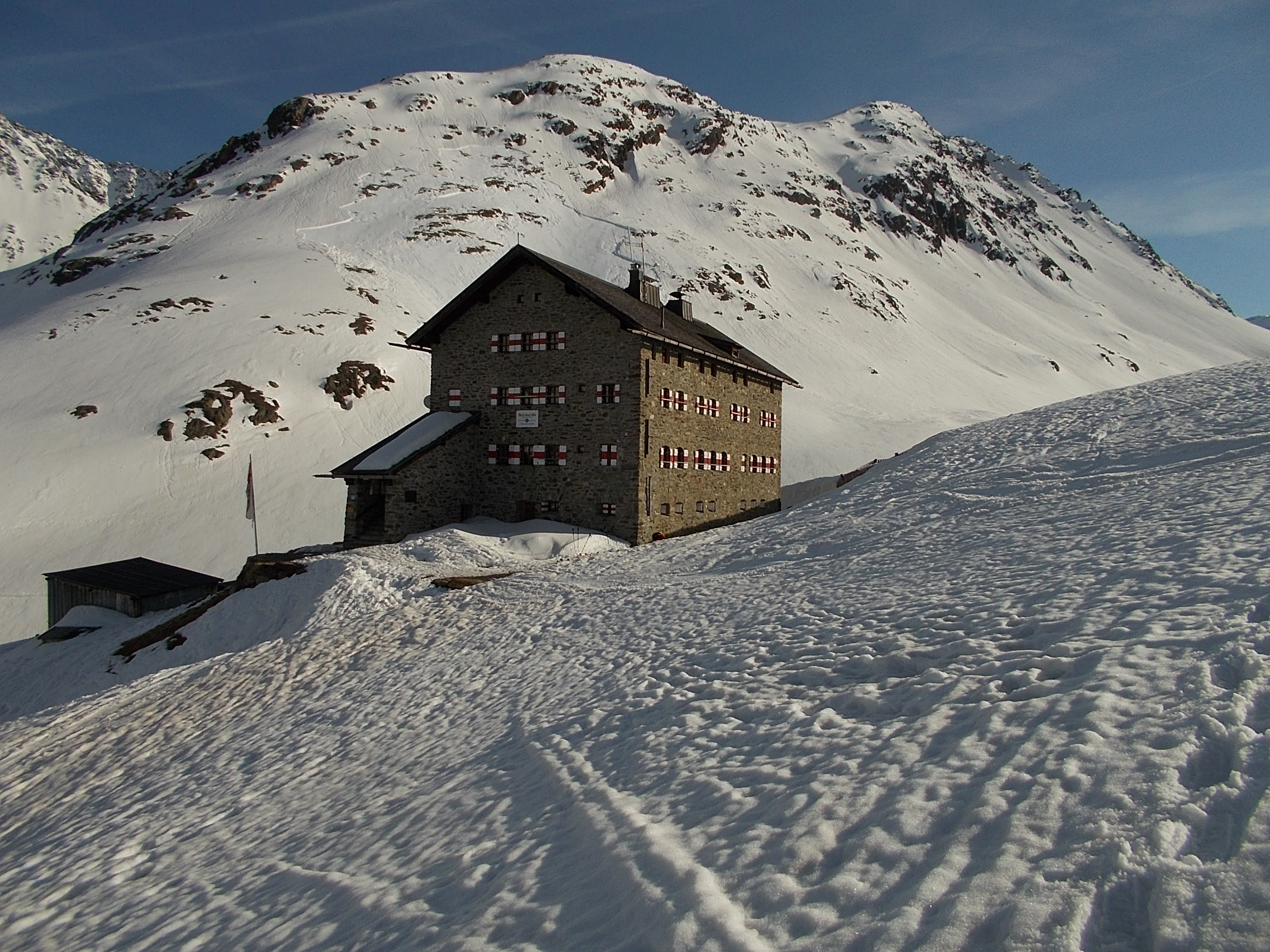
Das Gebäude im Frühjahr nach einem schneereichen Winter vor der Kulisse des Marzellkamms.

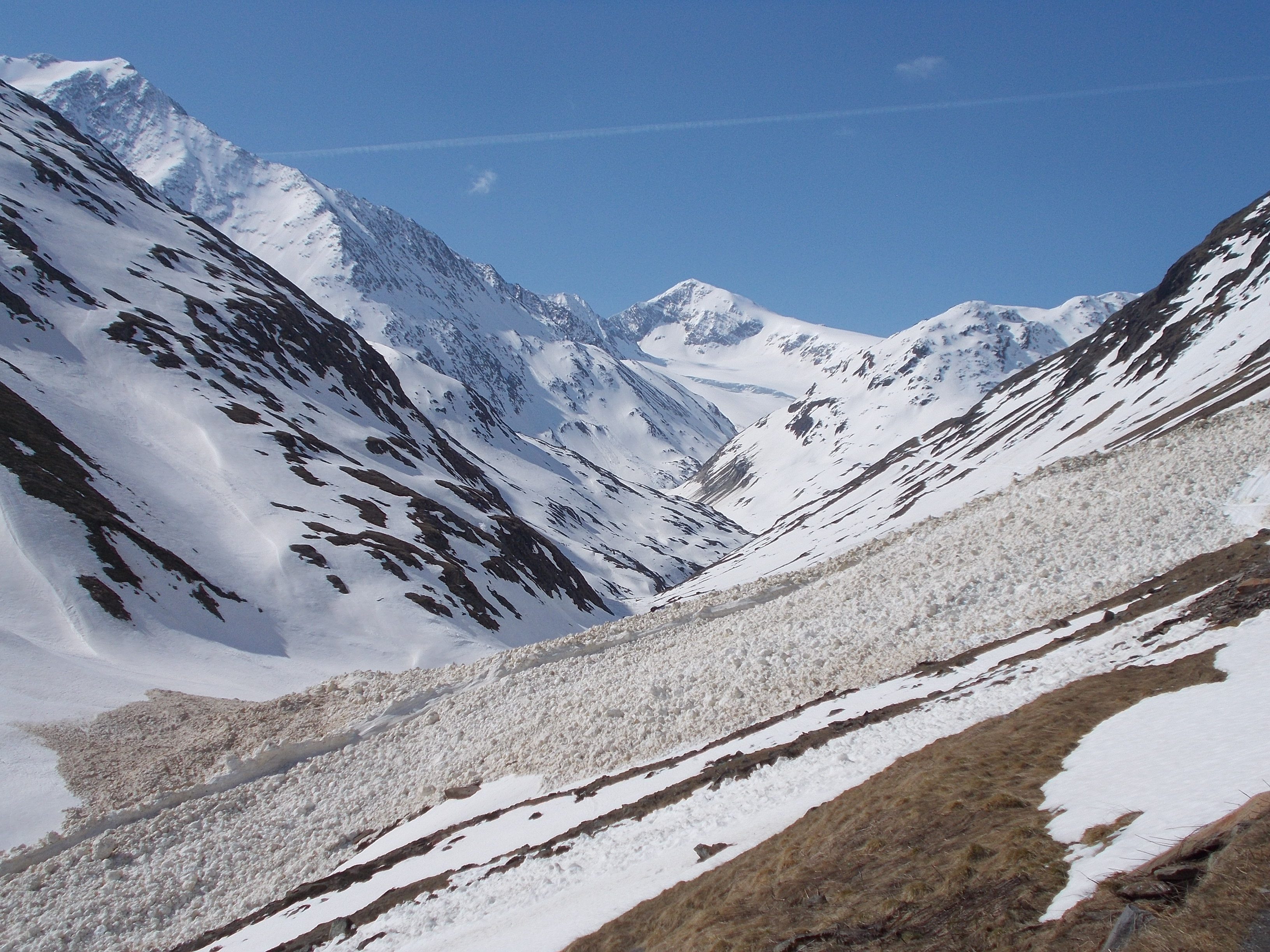
Der lawinengefährdete Zugang durchs Niedertal im Frühjahr mit dem Similaun am Talschluss.

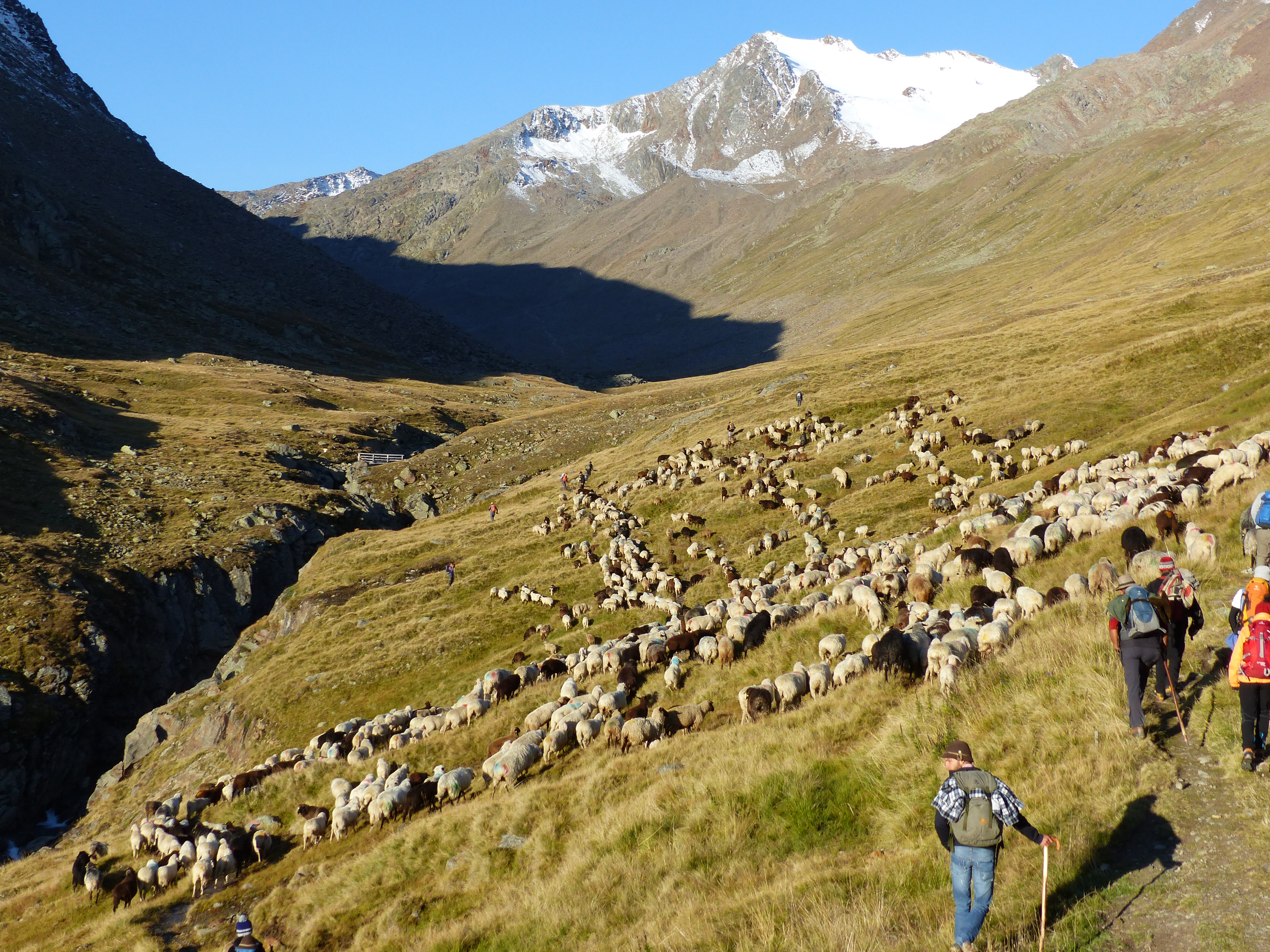
Schaftrieb oberhalb der Martin-Busch-Hütte mit Hauslabkogel (2015)

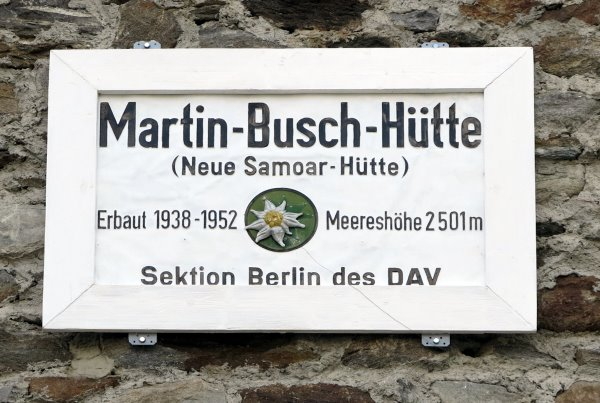

Die Martin-Busch-Hütte ist eine Alpenvereinshütte der Sektion Berlin des Deutschen Alpenvereins in den Tiroler Ötztaler Alpen. Sie liegt auf 2501 m ü. A. Höhe und ist von Vent aus zu Fuß in etwa drei Stunden über einen Fahrweg zu erreichen. Ihren Namen trägt die Hütte nach dem Pädagogen und langjährigen Vereinsfunktionär Martin Busch.

## Lage
Die Hütte liegt auf 2501 m ü. A. südwestlich von Vent im Kreuzkamm den Ötztaler Alpen, südöstlich unterhalb der Kreuzspitze im hintersten Niedertal. Das Gebäude steht auf einer künstlich aufgeschütteten Terrasse in der Nähe der Stelle, an der sich Niederjochbach (vom Niederjochferner) und Schalfbach (vom westlich gelegenen Schalfferner fließend) zur Niedertaler Ache vereinigen.

## Geschichte
Ein Vorgängerbau der heutigen Martin-Busch-Hütte war die 1877 errichtete Samoar-Hütte, die 1961 von einer Lawine zerstört wurde. Diese Hütte wurde 1911 von der ehemaligen Sektion Mark Brandenburg des DuOeAV erworben, erwies sich jedoch bald als zu klein. Daher begann die Sektion 1938 mit dem Bau eines neuen Hauses, das den Namen „Hermann-Göring-Haus“ erhielt, durch die Organisation Todt. Der Zweite Weltkrieg verhinderte jedoch die Fertigstellung des Innenausbaus.
Nach 1945 wurde die noch nicht ganz fertiggestellte Hütte, nun unter dem Namen Neue Samoar-Hütte, vom österreichischen Zoll genutzt. In der folgenden Zeit verwaltete der Österreichische Alpenverein unter seinem damaligen Vorsitzenden Martin Busch die Hütte und stellte den Innenausbau bis 1952 fertig.
1958 wurde die Hütte an die Sektion Berlin als Nachfolgerin der aufgelösten Sektion Mark Brandenburg wieder übergeben. Bereits zwei Jahre zuvor hatte sich der Deutsche Alpenverein darauf geeinigt, die Hütte nach dem Martin Busch zu benennen, der sich nach dem Krieg für die Verwaltung der österreichischen DAV-Hütten eingesetzt hatte.
Jeweils Anfang Juni werden Südtiroler Schafe über das Niederjoch auf die Weiden des Niedertals getrieben. Der Trieb in Gegenrichtung erfolgt, ausgehend von der Martin-Busch-Hütte, Mitte September.
2022 wurde die Hütte mit dem Umweltgütesiegel für Alpenvereinshütten ausgezeichnet.

## Tourenmöglichkeiten
- Kreuzspitze in ca. 3 Stunden
- Similaun in ca. 4 Stunden (durch das obere Niedertal), oder über den Marzellkamm
- Mutmalspitze in ca. 4 Stunden
- Hintere Schwärze in ca. 4½ Stunden
- Fineilspitze in ca. 4 Stunden
- Saykogel in ca. 3 Std.
- Hauslabkogel

## Bergsturz- und Lawinengefahr
2012 wurde erkannt, dass die Ostseite des Marzellkamms durch tiefgründige Massenbewegung instabil und bergsturzgefährdet geworden ist. Im Bereich des unteren Marzellferners, südlich der Hütte, besteht daher die Gefahr von Felsstürzen und Steinschlag. Ein markierter Ersatzweg, der von der Hütte von Norden direkt auf den Marzellkamm führt und dessen Ost- und Südostflanke umgeht, wurde 2015/16 angelegt.
Der Weg von Vent zur Hütte führt großteils durch die Steilhänge der das Tal um mehr als 1000 m überragenden Talleit- und Kreuzspitze. Durch die Ost- bis Südostausrichtung der Hänge und ihre Ausmaße ist im Frühjahr ab dem späteren Vormittag mit gewaltigen Lawinen zu rechnen. Im April 2013 wurde dort eine Gruppe britischer Soldaten  verschüttet, was mit einem Verletzten relativ glimpflich ausging. Im April 2024 geriet hingegen eine 21-köpfige Gruppe in ein Schneebrett, was für drei Tourengeher tödlich endete.

## Übergänge zu anderen Hütten
- Similaunhütte in ca. 1½ Stunden
- Ramolhaus in ca. 4 bis 5 Stunden
- Hochjochhospiz je nach Route 4 bis 5 Stunden
- Hochwildehaus in ca. 6 Stunden

## Karten
- Alpenvereinskarte 1:25.000, Blatt 30/1, Ötztaler Alpen, Gurgl (Hütte am linken Kartenrand)
- Alpenvereinskarte 1:25.000, Blatt 30/2, Ötztaler Alpen, Weißkugel (Hütte am rechten Kartenrand)